# لانگ‌تاون، کامبریا
longitudeلانگ‌تاون، کامبریاlatitudeلانگ‌تاون، کامبریا
لانگ‌تاون، کامبریا (به انگلیسی: Longtown, Cumbria) یک شهرک در بریتانیا است که در انگلستان واقع شده‌است.

## خصوصیات
لانگ‌تاون ۳٬۰۰۰ نفر جمعیت دارد.